# リッチモンド・カウンティ・バンク・ボールパーク
スタテン・アイランド・ユニバーシティ・ホスピタル・コミュニティパーク（Staten Island University Hospital Community Park (SIUH Community Park)）は、アメリカのニューヨーク州スタテンアイランドにある野球場。独立リーグのアトランティックリーグに所属するスタテンアイランド・フェリーホークスの本拠地。

## 概要
2001年6月24日にリッチモンド・カウンティ・バンク・ボールパーク（Richmond County Bank Ballpark at St. George (RCB Ballpark)）として開場。ニューヨーク・ヤンキース傘下A級スタテンアイランド・ヤンキースの本拠地となった。
2020年限りでスタテンアイランド・ヤンキースが解散。
2022年より、独立リーグであるアトランティックリーグに所属するスタテンアイランド・フェリーホークスの本拠地となった。また4月1日にスタテンアイランド大学病院が5年間の命名権契約を得て、スタテン・アイランド・ユニバーシティ・ホスピタル・コミュニティパーク（Staten Island University Hospital Community Park (SIUH Community Park)）に改名された。

## 特徴
アッパー・ニューヨーク湾に面して建てられているスタジアムで、外野に客席がなくフェンスを超えるとすぐ海になる。そのため内野席からの見晴らしがよく、好天の時には自由の女神像やマンハッタンの高層ビル群などを見渡せるほど。